# Piestrzenica tarczowata

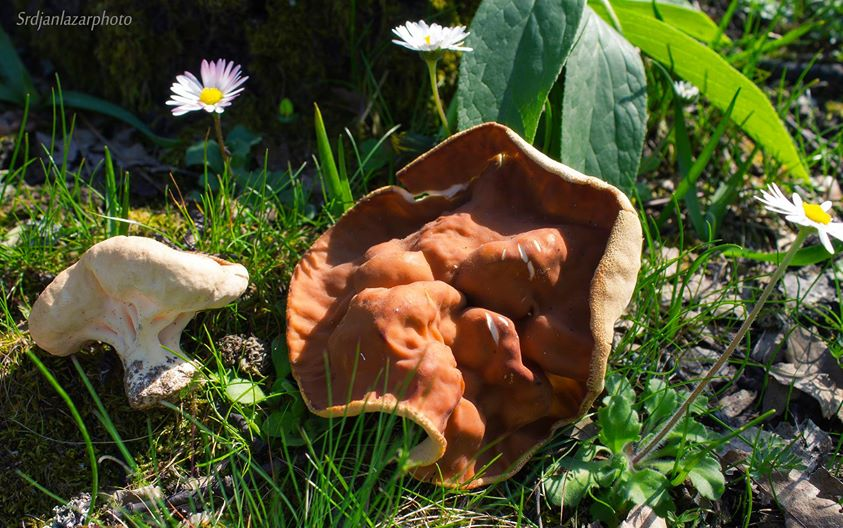

Piestrzenica tarczowata (Gyromitra parma (J. Breitenb. & Maas Geest.) Kotl. & Pouzar) – gatunek grzybów z rodziny krążkownicowatych (Discinaceae).

## Systematyka i nazewnictwo
Pozycja w klasyfikacji według Index Fungorum: Gyromitra, Discinaceae, Pezizales, Pezizomycetidae, Pezizomycetes, Pezizomycotina, Ascomycota, Fungi.
Po raz pierwszy takson ten opisali w 1973 r. Josef Breitenbach i Rudolph Arnold Maas Geesteranus, nadając mu nazwę Discina parma. Obecną, uznaną przez Index Fungorum nazwę nadali mu w 1974 r. František Kotlaba i Zdeněk Pouzar, przenosząc go do rodzaju Gyromitra.
Nazwa polska na podstawie rekomendacji Komisji ds. Polskiego Nazewnictwa Grzybów. W przypadku stosowania nazwy Discina parma rekomenduje się nazwę krążkownica tarczowata.

## Morfologia
Owocniki występują pojedynczo lub w grupkach i składają się z główki i trzonu. Główka o szerokości 70–105 mm, początkowo lekko kulista, potem rozpłaszczona o pofałdowanym brzegu, na koniec klapowana. Powierzchnia promieniście szorstko-chropowata, brązowa, pofałdowana, brzeg ceglasty lub żółtawobrązowy. Dolna powierzchnia główki gładka lub nieco kutnerowata, brązowo-ochrowa z 5–7 wyraźnymi żebrami. Trzon o wymiarach 20–60 × 8–25 mm, cylindryczny lub grubszy u góry i podobnie żebrowany jak główka. Powierzchnia biała, brązowiejąca po dotknięciu. Miąższ wodnisty, bez zapachu i bez smaku.

## Występowanie i siedlisko
Podano występowanie piestrzenicy tarczowatej w niektórych krajach Europy. W Polsce aktualne stanowiska podaje internetowy atlas grzybów. Zaliczona w nim jest do gatunków zagrożonych i wartych objęcia ochroną.
Naziemny grzyb saprotroficzny. Występuje w lasach na omszałych, próchniejących kłodach i korzeniach drzew.